# Фомін Руслан Миколайович
Русла́н Микола́йович Фомі́н (2 березня 1986, с. Руська Лозова, Дергачівський район, Харківська область, Українська РСР, СРСР) — український футболіст, що виступав на позиції нападника. Після завершення кар'єри гравця — футбольний тренер.
Відомий виступами у складі таких українських команд, як харківські «Арсенал» та «Металіст», донецький «Шахтар», луганська «Зоря», ФК «Маріуполь», а також юнацької (U-19) та молодіжної збірних України. Тричі ставав золотим призером вищої ліги та Прем'єр-ліги чемпіонату України (у сезонах 2005/06, 2007/08, 2009/10), один раз — срібним призером УПЛ (у сезоні 2008/09), тричі — бронзовим призером УПЛ (у сезонах 2006/07, 2007/08, 2008/09), срібним призером першої ліги чемпіонату України (у сезоні 2004/05) і півфіналістом кубку України (у сезонах 2006/07 та 2009/10).

## Кар'єра гравця

### Перші роки
Руслан Миколайович Фомін народився в українському селі Руська Лозова, Дергачівського району, Харківської області. У 10 років разом з друзями почав займатися у футбольній секції. Першим тренером в дитячій футбольній школі був Ігор Петренчук. У футбольній школі починав з позиції захисника і поступово перемістився до нападу. Вихованець дитячо-юнацької спортивної школи українського футбольного клубу «Арсенал» (Харків).
У професіональному футболі Фомін дебютував в 16 років. Перший гол Руслан забив у матчі з івано-франківським «Спартаком». Незабаром нападника «Арсеналу» запросили виступати в юнацьку збірну України. Його хотів бачити в складі донецький «Металург», але Руслан зробив вибір на користь «Шахтаря», з яким підписав контракт на 5 років.
Протягом 2006—2007 років викликався до молодіжної збірної України, у складі якої виборов срібні нагороди молодіжного чемпіонату Європи 2006 року. Під час фінальної частини чемпіонату, що проходила у Португалії, взяв участь в усіх 5 матчах української «молодіжки» та відзначився двома забитими голами.
31 серпня 2010 року був відданий в оренду до кінця року в «Зорю».

### «Чорноморець»
21 червня 2014 року Руслан Фомін підписав дворічний контракт з іншим українським футбольним клубом — «Чорноморець» з міста Одеси. Свій перший матч у новому клубі Руслан відіграв 26 липня 2014 року, під час 1-го туру української Прем'єр-ліги, проти українського футбольного клубу «Олімпік» з міста Донецьк, який моряки виграли з розгромним рахунком.

### Виступи за кордоном
16 січня 2015 року він приєднався до азербайджанської «Габали», куди перейшов разом із тренером «моряків» Романом Григорчуком. Втім вже у червні 2015 року підписав контракт з казахстанським клубом «Атирау», який залишив по завершенні сезону, де провів наступні пів року.
У лютому 2016 року перейшов до складу грецького клубу «Аполлон Смірніс», підписавши контракт до кінця сезону, втім і у цьому клубі стати основним не зумів.

### Повернення в «Маріуполь» і невдалий вояж в «Шахтар»
У вересні 2016 року знову став гравцем маріупольського «Іллічівця», уклавши річну угоду з клубом. Разом з командою став переможцем Першої ліги, що дозволило маріупольцям повернуться в чемпіонат України. За підсумками 2017 року нападник був визнаний уболівальниками найкращим гравцем року в ФК «Маріуполь».
У січні 2018 року відправився на збори до Туреччини разом з донецьким «Шахтарем». 2 лютого 2018 року уклав контракт з «гірниками». Втім за першу команду Фомін не зумів провести жодного матчу і вже влітку повернувся в «Маріуполь».

### «Метал»
У серпні 2020 року підписав контракт з новоствореним харківським «Металом», який у червні наступного року було перейменовано на «Металіст».

## Тренерська кар'єра
У липні 2022 року завершив кар'єру футболіста та увійшов до тренерського штабу «Металіста», обійнявши посаду тренера з фізичної підготовки.

## Статистика виступів
| Клуб                                                                                                 | Ліга              | Сезон             | Чемпіонат | Чемпіонат | Чемпіонат | Кубок | Кубок | Кубок | Єврокубки | Єврокубки | Єврокубки | Інші змагання | Інші змагання | Інші змагання | Інші змагання | Всього | Всього | Всього |
| Клуб                                                                                                 | Ліга              | Сезон             | Ігри      | Голи      | ГП        | Ігри  | Голи  | ГП    | Ігри      | Голи      | ГП        | Назва         | Ігри          | Голи          | ГП            | Ігри   | Голи   | ГП     |
| --- | ----------------- | ----------------- | --------- | --------- | --------- | ----- | ----- | ----- | --------- | --------- | --------- | ------------- | ------------- | ------------- | ------------- | ------ | ------ | ------ |
| «Чорноморець» О                                                                                      | ПЛ                | 14/15             | 1         | 0         | 0         | 0     | 0     | 0     | 0         | 0         | 0         | —             | —             | —             | —             | 1      | 0      | 0      |
| «Чорноморець» О                                                                                      | Всього            | Всього            | 1         | 0         | 0         | 0     | 0     | 0     | 0         | 0         | 0         |               | —             | —             | —             | 1      | 0      | 0      |
| «Іллічівець»                                                                                         | ПЛ                | 13/14             | 16        | 2         | 2         | 1     | 0     | 0     | —         | —         | —         | ПД            | 4             | 2             | ?             | 21     | 4      | 2      |
| «Іллічівець»                                                                                         | ПЛ                | 12/13             | 16        | 4         | 2         | 1     | 3     | 0     | —         | —         | —         | ПД            | 2             | 1             | ?             | 19     | 8      | 2      |
| «Іллічівець»                                                                                         | ПЛ                | 11/12             | 24        | 5         | 2         | 1     | 0     | 0     | —         | —         | —         | МП            | 1             | 0             | ?             | 26     | 5      | 2      |
| «Іллічівець»                                                                                         | Всього            | Всього            | 56        | 11        | 6         | 3     | 3     | 0     | —         | —         | —         |               | 7             | 3             | ?             | 66     | 17     | 6      |
| «Зоря» Л                                                                                             | ПЛ                | 10/11             | 14        | 3         | 0         | 2     | 1     | 0     | —         | —         | —         | —             | —             | —             | —             | 16     | 4      | 0      |
| «Зоря» Л                                                                                             | Всього            | Всього            | 14        | 3         | 0         | 2     | 1     | 0     | —         | —         | —         |               | —             | —             | —             | 16     | 4      | 0      |
| «Шахтар» Д                                                                                           | ПЛ                | 10/11             | 0         | 0         | 0         | 0     | 0     | 0     | 0         | 0         | 0         | ПД            | 4             | 1             | ?             | 4      | 1      | ?      |
| «Шахтар» Д                                                                                           | ПЛ                | 09/10             | 12        | 1         | 6         | 3     | 1     | 1     | 0         | 0         | 0         | ПД            | 10            | 6             | ?             | 25     | 8      | 7      |
| «Шахтар» Д                                                                                           | ПЛ                | 08/09             | 2         | 0         | 0         | 0     | 0     | 0     | 0         | 0         | 0         | ПД            | 3             | 1             | ?             | 5      | 1      | ?      |
| «Шахтар» Д                                                                                           | Всього            | Всього            | 14        | 1         | 6         | 3     | 1     | 1     | 0         | 0         | 0         |               | 17            | 8             | ?             | 34     | 10     | 7      |
| «Металіст» Х                                                                                         | ПЛ                | 08/09             | 14        | 3         | 1         | 0     | 0     | 0     | 5         | 0         | 1         | ПД            | 2             | 0             | ?             | 21     | 3      | 2      |
| «Металіст» Х                                                                                         | ВЛ                | 07/08             | 8         | 3         | 0         | 0     | 0     | 0     | 0         | 0         | 0         | ПД            | 1             | 1             | ?             | 9      | 4      | ?      |
| «Металіст» Х                                                                                         | ВЛ                | 06/07             | 25        | 5         | 3         | 3     | 2     | 0     | —         | —         | —         | ПД            | 3             | 0             | ?             | 31     | 7      | 3      |
| «Металіст» Х                                                                                         | ВЛ                | 05/06             | 9         | 2         | 2         | 0     | 0     | 0     | —         | —         | —         | ПД            | 1             | 1             | ?             | 10     | 3      | 2      |
| «Металіст» Х                                                                                         | Всього            | Всього            | 56        | 13        | 6         | 3     | 2     | 0     | 5         | 0         | 1         |               | 7             | 2             | ?             | 71     | 17     | 7      |
| «Шахтар» Д                                                                                           | ВЛ                | 07/08             | 1         | 0         | 0         | 0     | 0     | 0     | 2         | 0         | 0         | ПД            | 1             | 2             | ?             | 4      | 2      | ?      |
| «Шахтар» Д                                                                                           | ВЛ                | 05/06             | 6         | 1         | 0         | 3     | 2     | ?     | 1         | 0         | 0         | ПД            | 1             | 0             | ?             | 11     | 3      | ?      |
| «Шахтар» Д                                                                                           | ВЛ                | 04/05             | 0         | 0         | 0         | 0     | 0     | 0     | ?         | ?         | ?         | ПД            | 1             | 0             | ?             | 1      | 0      | ?      |
| «Шахтар» Д                                                                                           | Всього            | Всього            | 7         | 1         | 0         | 3     | 2     | ?     | 3         | ?         | ?         |               | 3             | 2             | ?             | 16     | 5      | ?      |
| «Шахтар-2»                                                                                           | 1Л                | 05/06             | 3         | 1         | ?         | 0     | 0     | 0     | —         | —         | —         | —             | —             | —             | —             | 3      | 1      | ?      |
| «Шахтар-2»                                                                                           | 1Л                | 04/05             | 10        | 1         | ?         | 0     | 0     | 0     | —         | —         | —         | —             | —             | —             | —             | 10     | 1      | ?      |
| «Шахтар-2»                                                                                           | Всього            | Всього            | 13        | 2         | ?         | 0     | 0     | 0     | —         | —         | —         |               | —             | —             | —             | 13     | 2      | ?      |
| «Арсенал» Х                                                                                          | 1Л                | 04/05             | 5         | 4         | ?         | 1     | 0     | ?     | —         | —         | —         | —             | —             | —             | —             | 6      | 4      | ?      |
| «Арсенал» Х                                                                                          | 1Л                | 03/04             | 19        | 0         | ?         | 1     | 0     | ?     | —         | —         | —         | —             | —             | —             | —             | 20     | 0      | ?      |
| «Арсенал» Х                                                                                          | 1Л                | 02/03             | 1         | 0         | ?         | 0     | 0     | 0     | —         | —         | —         | —             | —             | —             | —             | 1      | 0      | ?      |
| «Арсенал» Х                                                                                          | Всього            | Всього            | 25        | 4         | ?         | 2     | 0     | ?     | —         | —         | —         |               | —             | —             | —             | 27     | 4      | ?      |
| Всього за кар'єру                                                                                    | Всього за кар'єру | Всього за кар'єру | 186       | 35        | 18        | 13    | 9     | 1     | 8         | 0         | 1         |               | 34            | 15            | ?             | 241    | 59     | 20     |
| 1Л — перша ліга; ПД — першість дублерів; ВЛ — вища ліга; ПЛ — Прем'єр-ліга; МП — молодіжна першість. |                   |                   |           |           |           |       |       |       |           |           |           |               |               |               |               |        |        |        |
| Останнє оновлення 29 липня 2014                                                                      |                   |                   |           |           |           |       |       |       |           |           |           |               |               |               |               |        |        |        |

## Досягнення

### На клубному рівні
«Арсенал» Харків:
- Срібний призер першої ліги чемпіонату України: 2004/05.

«Шахтар» Донецьк:
- Золотий призер Прем'єр-ліги (вищої ліги) чемпіонату України (3): 2005/06, 2007/08, 2009/10.
- Срібний призер Прем'єр-ліги чемпіонату України: 2008/09.
- Півфіналіст кубку України: 2009/10.

«Металіст» Харків:
- Бронзоний призер Прем'єр-ліги (вищої ліги) чемпіонату України (3): 2006/07, 2007/08, 2008/09.
- Півфіналіст кубку України: 2006/07.

### На рівні збірних
- Срібний призер молодіжного чемпіонату Європи 2006 року